# Dorothy Shay
Dorothy Shay (21 avril 1921 - 22 octobre 1978), de son vrai nom Dorothy Sims, est une chanteuse américaine des années 1940 et 1950, surnommée la « Hillbilly de Park Avenue », et qui devint plus tard actrice.

## Biographie

### Jeunesse
Née à Jacksonville sous le nom de Dorothy Sims, elle commence sa carrière comme chanteuse « straight », et prend des cours de chant pour perdre son accent du Sud. Elle chante pour l'United Service Organizations pendant la Seconde Guerre mondiale et change son nom en « Shay » pour ne pas être confondue avec Ginny Simms, une autre chanteuse de l'époque, choisissant « Shay » pour honorer sa mentore Betty Shay (plus tard connue sous le nom de Betty Corday (en)). Tout en jouant avec Morton Gould et son orchestre, elle interprète un rappel, Uncle Fud, un numéro de nouveauté (en) très campagnard qui devient populaire et lance sa carrière de chanteuse solo.

### La «Hillbilly de Park Avenue»
Elle signe chez Columbia Records et enregistre une série de disques. Son plus grand succès est Feudin' and Fightin' (en) en 1947, l'année où elle rejoint l'émission de radio de Spike Jones sur CBS en tant que chanteuse. La même année, son album Dorothy Shay (The Park Avenue Hillbillie) Sings est classé n°1 dans les albums populaires les plus vendus selon le magazine Billboard. Cet album fait partie du catalogue initial de Columbia de 101 disques LP qui sont les premiers LP jamais sortis. Shay est la première artiste féminine à voir un de ses albums en tête du classement Billboard.
Lors de ses prestations, elle se produit habillée en citadine sophistiquée tout en parlant comme une campagnarde du Sud. Elle est populaire dans les dancings, à la radio et à la télévision. Elle apparaît pour la première fois au cinéma en 1951 dans Deux Nigauds chez les barbus d'Abbott et Costello en tant que chanteuse de dancing impliquée dans une querelle entre hillbillies.
Shay est l'invitée musicale de la première de la deuxième saison (télévisée) de l'émission The Jack Benny Program en novembre 1951. Elle se produit au bal inaugural de Dwight D. Eisenhower en 1953 et enregistre pour Capitol Records et Imperial Records pour qui elle interprète une chanson rockabilly intitulée Hunky Dory. En 1970, elle joue la veuve Krebs dans la série Le Virginien dans l'épisode You Can Lead a Horse to Water.

## Vie privée
Elle est brièvement mariée à Dick Looman de 1958 à 1959. Après une période d'inactivité dans les années 1960, elle retourne dans l'industrie du divertissement comme actrice dans les années 1970. Elle joue le rôle récurrent de Thelma, première propriétaire du Dew Drop Inn, dans la série télévisée La Famille des collines.

## Mort
Elle meurt d'une crise cardiaque le 22 octobre 1978 à Santa Monica en Californie. À sa mort, les scénaristes de La Famille des collines expliquent la disparition de son personnage en mentionnant qu'elle avait vendu le Dew Drop Inn et avait déménagé en Californie.

## Discographie
| Titre                     | Détails                            | Classement   |
| Titre                     | Détails                            | États-Unis , |
| ------------------------- | ---------------------------------- | ------------ |
| Dorothy Shay Sings        | - Sortie : 1947 - Label : Columbia | 1            |
| Dorothy Shay Goes to Town | - Sortie : 1947 - Label : Columbia | 1            |